# Centrale nucleare José Cabrera
La centrale nucleare José Cabrera, anche conosciuta come centrale nucleare di Zorita, è una centrale nucleare spagnola situata presso la città di Almonacid de Zorita, in Castiglia-La Mancia. L'impianto è composto da un unico reattore PWR da 141 MW di potenza netta.
L'impianto è spento, ed è stato il primo ad esserlo secondo il programma di uscita dal nucleare spagnolo.

## Il decommissioning
È in procinto di partenza il processo di decommissioning dell'impianto. Questo processo sarà fatto dall'impresa Enresa, che è subentrata come proprietario dell'impianto da Union Fenosa Generation a febbraio 2010, entro il 2015. Il costo totale dell'operazione è previsto in 135 milioni di € (stime del 2006) e verrà prodotto un totale di 104000 tonnellate di inerti, di cui solo il 4% dovrebbe avere vincoli radiologici e dovrà essere quindi trasportato al deposito permanente di El Cabril. L'ultimo edificio nell'impianto, la sala turbine, è stato demolito a fine giugno 2022, decretando la conclusione dell'opera di smantellamento dell'impianto